# Louis von Woide
Louis Sylvius Gotthold Woide, seit 1871 von Woide (* 28. Februar 1809 in Ober-Luzine, Kreis Oels; † 27. Januar 1881 in Erfurt) war ein preußischer Generalleutnant und Inspekteur der 3. Artillerie-Inspektion.

## Leben

### Herkunft
Louis war ein Sohn des preußischen Rittmeisters und Kreisoffizier der Oberschlesischen Gendarmerie Gottlieb Woide (1766–1828) und dessen Ehefrau Johanna, geborene Hirsekorn (* 1777).

### Militärkarriere
Nach dem Besuch des Gymnasiums in Schweidnitz trat Woide am 1. Oktober 1825 als Kanonier in die 5. Artillerie-Brigade der Preußischen Armee ein. Er absolvierte 1828/30 die Vereinigte Artillerie- und Ingenieurschule und avancierte bis Ende Februar 1831 zum Sekondeleutnant. Zur weiteren Ausbildung war Woide 1835/38 an die Allgemeine Kriegsschule kommandiert. 1841 war er als Lehrer an der Artillerie- und Ingenieurschule sowie als Mitglied des Direktoriums tätig. Unter Beförderung zum Premierleutnant folgte am 21. März 1847 seine Versetzung in die 1. Artillerie-Brigade. Dort kam er am 26. Dezember 1848 als Hauptmann und Kompaniechef in die Feuerwerkerabteilung. Am 1. Juli 1853 wurde er in das 4. Artillerie-Regiment versetzt und am 1. Dezember 1855 als Adjutant der Generalinspektion der Artillerie kommandiert. Außerdem wurde er wieder Mitglied des Direktoriums der Artillerie- und Ingenieurschule. Unter Belassung in seiner Stellung wurde Woide am 2. April 1857 zum Major befördert und am 4. Juni 1857 zum Abteilungskommandeur im 6. Artillerie-Regiment ernannt. Dort wurde er am 18. Oktober 1861 zum Oberstleutnant und am 22. März 1863 mit Patent vom 17. März 1863 zum Oberst befördert. Am 9. Januar 1864 ernannt man ihn zum Inspekteur des Trains, dazu wurde er à la suite des Garde-Train-Bataillons gestellt. Er erhielt am 11. Juni 1864 den Orden der Heiligen Anna II. Klasse. Ab dem 21. März 1865 war er auch stimmführendes Mitglied des General-Artillerie-Komitees. Am 1. Januar 1866 wurde er auch Mitglied des Gerichtshofes für Kompetenz-Konflikte, am 31. Dezember 1866 wurde er zum Generalmajor mit Patent vom 30. Oktober 1866 befördert. Am 25. Juni 1867 erhielt er den Sankt-Stanislaus-Orden I. Klasse.
Krankheitsbedingt nahm Woide am 29. April 1871 zur Wiederherstellung seiner Gesundheit einen sechswöchigen Urlaub nach Bad Liebenstein. In Würdigung seiner Verdienste erhob ihn Kaiser Wilhelm I. am 16. Mai 1871 in den erblichen preußischen Adelsstand. Am 18. August 1871 wurde er zum Generalleutnant befördert und am 21. September 1871 zum Inspekteur der 3. Artillerie-Inspektion in Breslau ernannt. In dieser Eigenschaft erhielt er im Januar 1873 anlässlich des Ordensfestes den Stern zum Roten Adlerorden II. Klasse mit Eichenlaub. Anfang Juli 1873 trat Woide einen Erholungsurlaub für zwei Monate in der Schweiz. Da jedoch keine Besserung seines Gesundheitszustandes eintrat, wurde er am 16. September 1873 mit Pension zur Disposition gestellt. Er starb am 27. Januar 1881 in Erfurt.

### Familie
Woide heiratete am 10. September 1846 in Neubrandenburg Friederike Wilhelmine Pfuhl (1821–1871), eine Tochter des Arztes Heinrich Wilhelm Pfuhl aus Penzlin. Die Ehe blieb kinderlos und sie wurde nach ihrem Tod am 27. Juni 1871 auf dem Invalidenfriedhof beigesetzt.